# Lista de prefeitos de Monsenhor Gil
Relacionamos a seguir os administradores eleitos no município de Monsenhor Gil, criado pela Lei Estadual n.º 2.533, sancionada pelo governador em exercício, João Clímaco d'Almeida, em 6 de dezembro de 1963 e que foi instalado em 31 de janeiro de 1967.

## Prefeitos de Monsenhor Gil
Antes de sua emancipação, o povoado Natal foi administrado por três subprefeitos indicados por Teresina: Antônio de Noronha Pessoa (1950 a 1958), José Augusto Ribeiro Brito (1958 a junho de 1966) e Julimar Pereira dos Santos (julho de 1966 a janeiro de 1967).
| Ordem  | Lista de prefeitos do município    | Partido | Início do mandato       | Fim do mandato          | Cidade onde nasceu | Unidade federativa | Notas            |
| ------ | ---------------------------------- | ------- | ----------------------- | ----------------------- | ------------------ | ------------------ | ---------------- |
| 1º     | Antônia Medeiros de Noronha Pessoa | ARENA   | 31 de janeiro de 1967   | 31 de janeiro de 1971   |                    |                    |                  |
| 2º     | João Antônio do Vale Batista       | ARENA   | 1º de fevereiro de 1971 | 31 de janeiro de 1973   |                    |                    |                  |
| 3º     | Antônia Medeiros de Noronha Pessoa | ARENA   | 1º de fevereiro de 1973 | 27 de abril de 1974     |                    |                    | [ nota 2 ]       |
| 4º     | Patrício Neto dos Santos           | ARENA   | 27 de abril de 1974     | 1º de fevereiro de 1977 |                    |                    |                  |
| 5º     | Julimar Pereira dos Santos         | ARENA   | 1º de fevereiro de 1977 | 31 de janeiro de 1983   | Teresina           | Piauí              |                  |
| 6º     | Antônio de Noronha Pessoa Filho    | PMDB    | 1º de fevereiro de 1983 | 15 de março de 1987     | Monsenhor Gil      | Piauí              | [ 4 ] [ nota 3 ] |
| 7º     | José Cândido Campelo da Silva      | PMDB    | 15 de março de 1987     | 31 de dezembro de 1988  |                    |                    | [ 5 ] [ nota 4 ] |
| 8º     | Aristides Reis Pereira             | PSB     | 1º de janeiro de 1989   | 31 de dezembro de 1992  | Teresina           | Piauí              | [ 6 ]            |
| 9º     | Julimar Pereira dos Santos         | PFL     | 1º de janeiro de 1993   | 31 de dezembro de 1996  | Teresina           | Piauí              |                  |
| 10º    | Paulo Roberto de Oliveira Santos   | PFL     | 1º de janeiro de 1997   | 31 de dezembro de 2000  | Teresina           | Piauí              |                  |
| 10º    | Paulo Roberto de Oliveira Santos   | PFL     | 1º de janeiro de 2001   | 31 de dezembro de 2004  | Teresina           | Piauí              | [ nota 5 ]       |
| 11º    | José Medeiros de Noronha Pessoa    | PTB     | 1º de janeiro de 2005   | 31 de dezembro de 2008  | Teresina           | Piauí              |                  |
| 11º    | José Medeiros de Noronha Pessoa    | PTB     | 1º de janeiro de 2009   | 31 de dezembro de 2012  | Teresina           | Piauí              | [ nota 6 ]       |
| 12º    | Francisco Pessoa da Silva          | PSB     | 1º de janeiro de 2013   | 31 de dezembro de 2016  | Monsenhor Gil      | Piauí              |                  |
| 13º    | João Luís Carvalho da Silva        | PSD     | 1º de janeiro de 2017   | 31 de dezembro de 2020  | Teresina           | Piauí              |                  |
| 13º    | João Luís Carvalho da Silva        | PSD     | 1º de janeiro de 2021   | 31 de dezembro de 2024  | Teresina           | Piauí              | [ 7 ]            |
| 14º    | Evandro Leal de Abreu              | PSD     | 1º de janeiro de 2025   | Em exercício            | Teresina           | Piauí              | [ 8 ]            |
| Fonte: |                                    |         |                         |                         |                    |                    |                  |

## Vice-prefeitos de Monsenhor Gil
| Ordem  | Lista de vice-prefeitos do município | Partido    | Início do mandato       | Fim do mandato         | Cidade onde nasceu | Unidade federativa | Notas      |
| ------ | ------------------------------------ | ---------- | ----------------------- | ---------------------- | ------------------ | ------------------ | ---------- |
| 1º     | João Antônio do Vale Batista         | ARENA      | 31 de janeiro de 1967   | 31 de janeiro de 1971  |                    |                    |            |
| 2º     | Raimundo Mendes Ribeiro              | ARENA      | 1º de fevereiro de 1971 | 31 de janeiro de 1973  |                    |                    |            |
| 3º     | Patrício Neto dos Santos             | ARENA      | 1º de fevereiro de 1973 | 27 de abril de 1974    |                    |                    |            |
| 4º     | Vera Lúcia Martins do Vale Batista   | ARENA      | 1º de fevereiro de 1977 | 31 de janeiro de 1983  |                    |                    |            |
| 5º     | José Cândido Campelo da Silva        | PMDB       | 1º de fevereiro de 1983 | 15 de março de 1987    |                    |                    | [ nota 4 ] |
| 6º     | Julimar Pereira dos Santos           | PSB        | 1º de janeiro de 1989   | 31 de dezembro de 1992 | Teresina           | Piauí              |            |
| 7º     | Mauro César Ferraz Brito             | [ nota 7 ] | 1º de janeiro de 1993   | 31 de dezembro de 1996 | Teresina           | Piauí              | [ 3 ]      |
| 8º     | José Medeiros de Noronha Pessoa      | PPB        | 1º de janeiro de 1997   | 31 de dezembro de 2000 | Teresina           | Piauí              |            |
| 8º     | José Medeiros de Noronha Pessoa      | PPB        | 1º de janeiro de 2001   | 31 de dezembro de 2004 | Teresina           | Piauí              | [ nota 5 ] |
| 9º     | João Luís Carvalho da Silva          | PMDB       | 1º de janeiro de 2005   | 31 de dezembro de 2008 | Teresina           | Piauí              |            |
| 10º    | Francisco Pessoa da Silva            | PSB        | 1º de janeiro de 2009   | 31 de dezembro de 2012 | Monsenhor Gil      | Piauí              |            |
| 11º    | Evandro Leal de Abreu                | PDT        | 1º de janeiro de 2013   | 31 de dezembro de 2016 | Teresina           | Piauí              |            |
| 12º    | José Medeiros de Noronha Pessoa      | PT         | 1º de janeiro de 2017   | 16 de junho de 2018    | Teresina           | Piauí              | [ nota 8 ] |
| 13º    | Evandro Leal de Abreu                | PSD        | 1º de janeiro de 2021   | 31 de dezembro de 2024 | Teresina           | Piauí              | [ 7 ]      |
| 14º    | Norma Suely Vieira de Abreu Andrade  | PSD        | 1º de janeiro de 2025   | Em exercício           | Monsenhor Gil      | Piauí              |            |
| Fonte: |                                      |            |                         |                        |                    |                    |            |

## Vereadores de Monsenhor Gil
Relação ordenada conforme o número de mandatos exercidos por cada vereador a partir do ano de sua primeira eleição, observado sempre que possível a ordem alfabética.
| Lista de vereadores do município    | Mandatos | Ano da eleição               | Cidade onde nasceu | Unidade federativa |
| ----------------------------------- | -------- | ---------------------------- | ------------------ | ------------------ |
| Francisco de Assis da Cruz Batista  | 05       | 1982, 1988, 1992, 2008, 2012 | Monsenhor Gil      | Piauí              |
| Jacinto José dos Santos             | 05       | 1996, 2000, 2004, 2012, 2016 | Monsenhor Gil      | Piauí              |
| João Pereira da Silva               | 04       | 1982, 1988, 1992, 1996       |                    |                    |
| Agostinho Ferreira Lima Neto        | 04       | 1988, 1992, 1996, 2000       | Teresina           | Piauí              |
| João Rodrigues da Cunha             | 04       | 1988, 1992, 1996, 2000       | Beneditinos        | Piauí              |
| Juvenal Antônio da Silva Santos     | 04       | 1996, 2000, 2004, 2008       | Monsenhor Gil      | Piauí              |
| Lucimar de Sousa Bispo              | 04       | 2000, 2004, 2008, 2012       | Monsenhor Gil      | Piauí              |
| Flávio Henrique dos Santos          | 04       | 2008, 2012, 2016, 2020       | Teresina           | Piauí              |
| João José de Abreu Filho            | 04       | 2008, 2012, 2016, 2020       | Monsenhor Gil      | Piauí              |
| João Miguel Batista                 | 03       | 1992, 1996, 2000             | Teresina           | Piauí              |
| Geraldo Luís Mendes Ribeiro         | 03       | 2012, 2016, 2020             | Monsenhor Gil      | Piauí              |
| Sidney Eder Silva de Carvalho       | 03       | 2012, 2016, 2020             | Teresina           | Piauí              |
| Demerval Pinheiro Batista           | 02       | 1966, 1970                   |                    |                    |
| Inácio Oliveira de Abreu            | 02       | 1966, 1970                   |                    |                    |
| Marcelino de Brito Lira             | 02       | 1970, 1976                   |                    |                    |
| Durvalino Mendes Ribeiro            | 02       | 1976, 1982                   |                    |                    |
| Gervásio Alves dos Santos           | 02       | 1976, 1982                   |                    |                    |
| Hermes Pereira de Araújo Santos     | 02       | 1982, 1988                   |                    |                    |
| Francisco Alves dos Santos          | 02       | 1988, 1992                   |                    |                    |
| Cícero Carmo da Silva               | 02       | 1992, 1996                   |                    |                    |
| Agostinho da Cunha Machado Neto     | 02       | 1996, 2004                   | Teresina           | Piauí              |
| Francisco Pessoa da Silva           | 02       | 1996, 2000                   | Monsenhor Gil      | Piauí              |
| Evandro Leal de Abreu               | 02       | 2000, 2016                   | Teresina           | Piauí              |
| Tarciano Vieira da Silva            | 02       | 2004, 2008                   | Teresina           | Piauí              |
| Maylson da Silva Santos             | 02       | 2008, 2012                   | Teresina           | Piauí              |
| Eliane da Silva Moura               | 02       | 2016, 2020                   | Teresina           | Piauí              |
| Augusto José de Oliveira            | 01       | 1966                         |                    |                    |
| João Soares Barradas                | 01       | 1966                         |                    |                    |
| Maria de Jesus Pereira Santos       | 01       | 1966                         |                    |                    |
| José Bezerra de Oliveira            | 01       | 1970                         |                    |                    |
| Raimundo da Silva Pessoa            | 01       | 1970                         |                    |                    |
| Antônio Luís de Vasconcelos         | 01       | 1972                         |                    |                    |
| Bartolomeu Ferreira da Cruz         | 01       | 1972                         |                    |                    |
| Justino Soares da Costa             | 01       | 1972                         |                    |                    |
| Manoel Alves da Costa               | 01       | 1972                         |                    |                    |
| Raimundo Vieira de Alencar          | 01       | 1972                         |                    |                    |
| Ana Maria de Jesus Almeida          | 01       | 1976                         |                    |                    |
| Fernando Oliveira Santos            | 01       | 1976                         |                    |                    |
| Iolanda Morena Lima da Silva        | 01       | 1976                         |                    |                    |
| João Francisco Braga                | 01       | 1976                         |                    |                    |
| César Abreu de Sousa                | 01       | 1982                         |                    |                    |
| Francisco José dos Santos           | 01       | 1982                         |                    |                    |
| João Batista dos Santos             | 01       | 1982                         |                    |                    |
| Raimundo Nonato Dionísio            | 01       | 1982                         |                    |                    |
| Francisca Bezerra dos Santos Costa  | 01       | 1988                         |                    |                    |
| José Eugênio de Oliveira Soares     | 01       | 1988                         |                    |                    |
| Tomé Batista dos Santos             | 01       | 1988                         |                    |                    |
| Jean Pereira de Araújo Santos       | 01       | 1992                         |                    |                    |
| Manoel Luís da Silva Passos         | 01       | 1992                         |                    |                    |
| Antônio Pereira de Alencar          | 01       | 2000                         |                    |                    |
| João da Cruz Costa Silva Neto       | 01       | 2004                         | Monsenhor Gil      | Piauí              |
| Lucas Leal Cardoso                  | 01       | 2004                         | Monsenhor Gil      | Piauí              |
| Marco Antônio Oliveira Silva        | 01       | 2004                         | Teresina           | Piauí              |
| Nelson Alves dos Santos             | 01       | 2004                         | Teresina           | Piauí              |
| Agaci Ferreira Silva                | 01       | 2008                         | Teresina           | Piauí              |
| Josileide Lima da Silva Trindade    | 01       | 2008                         | Teresina           | Piauí              |
| Joelma Alves Ribeiro                | 01       | 2012                         | Monsenhor Gil      | Piauí              |
| Jardiel de Abreu Pessoa             | 01       | 2016                         | Teresina           | Piauí              |
| Paulo Ferreira de Sousa             | 01       | 2016                         | Monsenhor Gil      | Piauí              |
| Cleidson Benedito Paiva             | 01       | 2020                         | Teresina           | Piauí              |
| Gislane Sousa Araújo                | 01       | 2020                         | Teresina           | Piauí              |
| Mailson da Silva Santos             | 01       | 2020                         | Teresina           | Piauí              |
| Norma Sueli Vieira de Abreu Andrade | 01       | 2020                         | Monsenhor Gil      | Piauí              |
| Fonte:                              |          |                              |                    |                    |